# Tournoi d'ouverture du championnat du Salvador de football 2007
Navigation
Saison précédente Saison suivante
Le Tournoi Apertura 2007 est le dix-neuvième tournoi saisonnier disputé au Salvador.
C'est cependant la 66e fois que le titre de champion du Salvador est remis en jeu.
Lors de ce tournoi, l'AD Isidro-Metapan a tenté de conserver son titre de champion du Salvador face aux neuf meilleurs clubs salvadoriens.
Chacun des dix clubs participant était confronté deux fois aux neuf autres équipes. Puis les quatre meilleurs se sont affrontés lors d'une phase finale à la fin du tournoi.
Seulement une place était qualificative pour la Ligue des champions de la CONCACAF.

## Les 10 clubs participants
| \| CD Águila Alianza FC San Salvador FC CD Chalatenango Club Deportivo FAS AD Isidro-Metapan CD Luis Ángel Firpo Nejapa FC Once Municipal Alianza FC San Salvador FC CD Vista Hermosa \| Localisation des clubs. |
| CD Águila Alianza FC San Salvador FC CD Chalatenango Club Deportivo FAS AD Isidro-Metapan CD Luis Ángel Firpo Nejapa FC Once Municipal Alianza FC San Salvador FC CD Vista Hermosa                               |

| Club                | Stade                          | Capacité | Ville                |
| CD Águila           | Stade Juan Francisco Barraza   | 10 000   | San Miguel           |
| Alianza FC          | Stade Cuscatlán                | 45 925   | San Salvador         |
| CD Chalatenango     | Stade José Gregorio Martínez   | 15 000   | Chalatenango         |
| Club Deportivo FAS  | Stade Oscar Quiteño            | 15 000   | Santa Ana            |
| AD Isidro-Metapan   | Stade Jorge Calero Suárez      | 8 000    | Metapán              |
| CD Luis Ángel Firpo | Stade Sergio Torres            | 5 000    | Usulután             |
| Nejapa FC           | Complexe Victoria Gasteiz (en) | 2 000    | Nejapa               |
| Once Municipal      | Stade Simeón Magaña            | 5 000    | Ahuachapán           |
| San Salvador FC     | Stade Cuscatlán                | 45 925   | San Salvador         |
| CD Vista Hermosa    | Stade Correcaminos             | 12 000   | San Francisco Gotera |

## Compétition
Le tournoi Apertura se déroule de la même façon que les tournois des championnats précédents, en deux phases :
- La phase de qualification : les dix-huit journées de championnat.
- La phase finale : les matchs aller-retour allant des demi-finales à la finale.

### Phase de qualification
Lors de la phase de qualification les dix équipes affrontent à deux reprises les neuf autres équipes selon un calendrier tiré aléatoirement.
Les quatre meilleures équipes sont qualifiées pour les demi-finales.
Le classement est établi sur le barème de points classique (victoire à 3 points, match nul à 1, défaite à 0).
Le départage final se fait selon les critères suivants :
- Le nombre de points.
- Match d'appui si une qualification est en jeu.
- La différence de buts générale.
- Le nombre de buts marqué.

#### Classement
| Rang | Équipe                | Pts | J  | G  | N | P  | Bp | Bc | Diff |
| ---- | --------------------- | --- | -- | -- | - | -- | -- | -- | ---- |
| 1    | CD Chalatenango       | 34  | 18 | 10 | 4 | 4  | 29 | 16 | +13  |
| 2    | Club Deportivo FAS    | 30  | 18 | 9  | 3 | 6  | 27 | 21 | +6   |
| 3    | AD Isidro-Metapan (T) | 29  | 18 | 8  | 5 | 5  | 31 | 24 | +7   |
| 4    | CD Luis Ángel Firpo   | 27  | 18 | 7  | 6 | 5  | 23 | 17 | +6   |
| 5    | CD Vista Hermosa      | 27  | 18 | 8  | 3 | 7  | 24 | 25 | -1   |
| 6    | CD Águila             | 25  | 18 | 7  | 4 | 7  | 23 | 20 | +3   |
| 7    | Alianza FC            | 24  | 18 | 6  | 6 | 6  | 26 | 28 | -2   |
| 8    | Nejapa FC (P)         | 22  | 18 | 5  | 7 | 6  | 31 | 34 | -3   |
| 9    | San Salvador FC       | 15  | 16 | 3  | 6 | 9  | 20 | 35 | -15  |
| 10   | Once Municipal        | 14  | 18 | 4  | 2 | 12 | 8  | 22 | -14  |

| Légende : Qualifications et relégations | Légende : Qualifications et relégations                  |
| --------------------------------------- | -------------------------------------------------------- |
|                                         | Qualifié pour les demi-finales                           |
|                                         | (T) : Tenant du titre (P) : Promu de la saison 2006-2007 |

#### Matchs
| Résultats (▼dom., ►ext.)                                   | Agu | Ali | Cha | FAS | Lui | Isi | Nej | Onc | San | Vis |
| CD Águila                                                  |     | 2-1 | 0-1 | 3-2 | 1-1 | 2-2 | 2-2 | 2-0 | 3-0 | 1-0 |
| Alianza FC                                                 | 1-0 |     | 2-2 | 1-1 | 2-1 | 3-0 | 3-1 | 2-0 | 4-2 | 2-2 |
| CD Chalatenango                                            | 1-0 | 5-1 |     | 0-1 | 2-0 | 2-1 | 4-2 | 2-0 | 2-1 | 1-1 |
| Club Deportivo FAS                                         | 3-1 | 1-0 | 0-1 |     | 2-1 | 4-2 | 0-1 | 2-0 | 1-1 | 3-0 |
| CD Luis Ángel Firpo                                        | 1-1 | 5-1 | 0-0 | 3-1 |     | 0-0 | 2-2 | 1-0 | 1-0 | 2-0 |
| AD Isidro-Metapan                                          | 2-0 | 0-0 | 1-0 | 2-0 | 1-1 |     | 4-2 | 1-0 | 6-0 | 3-0 |
| Nejapa FC                                                  | 0-4 | 2-2 | 4-2 | 1-1 | 3-1 | 4-1 |     | 0-0 | 2-2 | 2-1 |
| Once Municipal                                             | 1-0 | 2-0 | 0-3 | 0-1 | 1-0 | 0-1 | 2-1 |     | 0-0 | 1-2 |
| San Salvador FC                                            | 2-0 | 1-1 | 1-0 | 2-3 | 0-2 | 2-2 | 1-1 | 2-1 |     | 1-3 |
| CD Vista Hermosa                                           | 0-1 | 1-0 | 1-1 | 2-1 | 0-1 | 4-2 | 2-1 | 2-0 | 3-2 |     |
| - Victoire à domicile - Match nul - Victoire à l'extérieur |     |     |     |     |     |     |     |     |     |     |

### La phase finale
Les quatre équipes qualifiées sont réparties dans le tableau final d'après leur classement général.
En cas d'égalité lors des demi-finales, c'est l'équipe la mieux classée qui se qualifie. Par contre lors de la finale, si les deux équipes sont à égalité, des prolongations puis une séance de tirs au but ont lieu.

#### Tableau
|  | 1/2 finale          | 1/2 finale          | 1/2 finale         | 1/2 finale | 1/2 finale | 1/2 finale          |                     |     | Finale | Finale | Finale | Finale | Finale |  |
|  |                     |                     |                    |            |            |                     |                     |     |        |        |        |        |        |  |
|  |                     |                     |                    |            |            |                     |                     |     |        |        |        |        |        |  |
|  |                     |                     |                    |            |            |                     |                     |     |        |        |        |        |        |  |
|  | CD Chalatenango     | CD Chalatenango     | (1)                | 0          | 1          |                     |                     |     |        |        |        |        |        |  |
|  | CD Chalatenango     | CD Chalatenango     | (1)                | 0          | 1          |                     |                     |     |        |        |        |        |        |  |
|  | CD Luis Ángel Firpo | CD Luis Ángel Firpo | (4)                | 2          | 0          |                     |                     |     |        |        |        |        |        |  |
|  | CD Luis Ángel Firpo | CD Luis Ángel Firpo | (4)                | 2          | 0          | CD Luis Ángel Firpo | CD Luis Ángel Firpo | (4) | 1      | 0(5)   |        |        |        |  |
|  |                     |                     |                    |            |            |                     | CD Luis Ángel Firpo | (4) | 1      | 0(5)   |        |        |        |  |
|  |                     | Club Deportivo FAS  | Club Deportivo FAS | (2)        | 1          | 0(3)                |                     |     |        |        |        |        |        |  |
|  | Club Deportivo FAS  | Club Deportivo FAS  | Club Deportivo FAS | (2)        | 1          | 0(3)                | (2)                 | 0   | 1      |        |        |        |        |  |
|  | Club Deportivo FAS  | Club Deportivo FAS  |                    |            |            |                     | (2)                 | 0   | 1      |        |        |        |        |  |
|  | AD Isidro-Metapan   | AD Isidro-Metapan   | (3)                | 0          | 1          |                     |                     |     |        |        |        |        |        |  |
|  | AD Isidro-Metapan   | AD Isidro-Metapan   | (3)                | 0          | 1          |                     |                     |     |        |        |        |        |        |  |

#### Demi-finales
| Club               | Aller | Retour | Club                | Commentaire |
| CD Chalatenango    | 0-2   | 1-0    | CD Luis Ángel Firpo |             |
| Club Deportivo FAS | 0-0   | 1-1    | AD Isidro-Metapan   |             |

#### Finale
| 16 décembre 2007                                                                      | CD Luis Ángel Firpo | 1:1 (a.p.)                                                          | Club Deportivo FAS    | Stade Cuscatlán |  |
|                                                                                       | Alfredo Pacheco 80e | (0:1)                                                               | Patricio Barroche 41e |                 |  |
| Guillermo Morán · Mauricio Quintanilla · Emerson Véliz · Mario Costas · Jorge Sánchez | Tirs au but 5:3     | Orlando Rodríguez · Ramón Flores · Alejandro Bentos · Emerson Umaña |                       |                 |  |

## Bilan du tournoi
| Tableau d'Honneur     |                     |
| Compétition           | Vainqueur           |
| Tournoi Apertura 2007 | CD Luis Ángel Firpo |

| Qualifications continentales 2008-2009 |                     |
| Ligue des champions                    | Qualifiés           |
| Phase de groupes/Tour Préliminaire     | CD Luis Ángel Firpo |

## Statistiques

### Buteurs
| Rang | Nom                     | Équipe            | Buts |
| 1    | Williams Enrique Reyes  | AD Isidro-Metapan | 11   |
| 1    | Francisco Jovel Álvarez | Alianza FC        | 11   |
| 3    | Nicolás Muñoz           | CD Águila         | 8    |
| 4    | Rudis Corrales          | CD Águila         | 6    |
| 4    | Rodolfo Paolo Suárez    | AD Isidro-Metapan | 6    |
| 6    | 2 joueurs               | 2 joueurs         | 5    |